# Oscar-díj a legjobb eredeti dalnak
A legjobb eredeti dalnak járó Oscar-díjat az 1935-ös ceremónia óta osztják ki. Ez azoknak a dalszerzőknek szól, akik a legjobb eredeti dalt komponálnak, kifejezetten egy film számára. Egy dal előadói nem kapják meg az Oscar-díjat, hacsak nem járultak hozzá a zenéhez, a szövegekhez vagy mindkettőhöz. A beküldött jelölésekre az Akadémia zenei szekciójának tagjai szavazhatnak, a legtöbb szavazatot kapott öt dal lesz a végső jelölt.
Az Oscar történelme folyamán a legtöbb jelölést Sammy Cahn kapta, 25 alkalommal, a legtöbbször pedig  Sammy Cahn, Johnny Mercer, Alan Menken és Jimmy Van Heusen-t díjazták, négy alkalommal.

## Díjazottak és jelöltek

### 1930-as évek
| Év                                          | Film                                | Dal                                                         | Jelöltek |
| ------------------------------------------- | ----------------------------------- | ----------------------------------------------------------- | -------- |
| 1934 (7.)                                   |                                     |                                                             |          |
| Continental (The Gay Divorcee)              | "The Continental"                   | Con Conrad (zene); Herb Magidson (szöveg)                   |          |
| Riói lányok (Flying Down to Rio)            | "Carioca"                           | Vincent Youmans (zene); Edward Eliscu és Gus Kahn (szöveg)  |          |
| Mit hozott a gólya (She Loves Me Not)       | "Love in Bloom"                     | Ralph Rainger (zene); Leo Robin (szöveg)                    |          |
| 1935 (8.)                                   |                                     |                                                             |          |
| Rivaldafény 1936 (Gold Diggers of 1935)     | "Lullaby of Broadway"               | Harry Warren (zene); Al Dubin (szöveg)                      |          |
| Roberta                                     | "Lovely to Look At"                 | Jerome Kern (zene); Dorothy Fields és Jimmy McHugh (szöveg) |          |
| Frakkban és klakkban (Top Hat)              | "Cheek to Cheek"                    | Irving Berlin (zene & szöveg)                               |          |
| 1936 (9.)                                   |                                     |                                                             |          |
| Egymásnak születtünk (Swing Time)           | "The Way You Look Tonight"          | Jerome Kern (zene); Dorothy Fields (szöveg)                 |          |
| Táncra születtem (Born to Dance)            | "I've Got You Under My Skin"        | Cole Porter (zene & szöveg)                                 |          |
| Filléreső (Pennies from Heaven)             | "Pennies from Heaven"               | Arthur Johnston (zene); Johnny Burke (szöveg)               |          |
| Dalolj szívem, dalolj (Sing, Baby, Sing)    | "When Did You Leave Heaven"         | Richard A. Whiting (zene); Walter Bullock (szöveg)          |          |
| Suzy (Amerika lánya) (Suzy)                 | "Did I Remember"                    | Walter Donaldson (zene); Harold Adamson (szöveg)            |          |
| Szenvedély (The Trail of the Lonesome Pine) | "A Melody from the Sky"             | Louis Alter (zene); Sidney D. Mitchell (szöveg)             |          |
| 1937 (10.)                                  |                                     |                                                             |          |
| Waikiki Wedding                             | "Sweet Leilani"                     | Harry Owens (zene & szöveg)                                 |          |
| Urinők elönyben (Artist and Models)         | "Whispers in the Dark"              | Friedrich Hollaender (zene); Leo Robin (szöveg)             |          |
| Mr. Dodd Takes the Air                      | "Remember Me"                       | Harry Warren (zene); Al Dubin (szöveg)                      |          |
| Táncolj és szeress! (Shall We Dance)        | "They Can't Take That Away from Me" | George Gershwin (zene); Ira Gershwin (szöveg)               |          |
| Nők a tükör előtt (Vogues of 1938)          | "That Old Feeling"                  | Sammy Fain (zene); Lew Brown (szöveg)                       |          |
| 1938 (11.)                                  |                                     |                                                             |          |
| The Big Broadcast of 1938                   | "Thanks for the Memory"             | Ralph Rainger (zene); Leo Robin (szöveg)                    |          |
| Alexander's Ragtime Band                    | "Now It Can Be Told"                | Irving Berlin (zene & szöveg)                               |          |
| Amanda két élete (Carefree)                 | "Change Partners"                   | Irving Berlin (zene & szöveg)                               |          |
| Floridai kaland (The Cowboy and the Lady)   | "The Cowboy and the Lady"           | Lionel Newman (zene); Arthur Quenzer (szöveg)               |          |
| Aki mer, az nyer (Going Places)             | "Jeepers Creepers"                  | Harry Warren (zene); Johnny Mercer (szöveg)                 |          |
| The Lady Objects                            | "A Mist Over the Moon"              | Ben Oakland (zene); Oscar Hammerstein II (szöveg)           |          |
| Mannequin                                   | "Always and Always"                 | Edward Ward (zene); Chet Forrest és Bob Wright (szöveg)     |          |
| Finom úri ház (Merrily We Live)             | "Merrily We Live"                   | Phil Charig (zene); Quenzer (szöveg)                        |          |
| That Certain Age                            | "My Own"                            | Jimmy McHugh (zene); Harold Adamson (szöveg)                |          |
| Under Western Stars                         | "Dust"                              | Johnny Marvin (zene & szöveg)                               |          |
| 1939 (12.)                                  |                                     |                                                             |          |
| Óz, a csodák csodája (The Wizard of Oz)     | "Over the Rainbow"                  | Harold Arlen (zene); Yip Harburg (szöveg)                   |          |
| Gulliver utazásai (Gulliver's Travels)      | "Faithful Forever"                  | Ralph Rainger (zene); Leo Robin (szöveg)                    |          |
| Várlak... (Love Affair)                     | "Wishing"                           | Buddy DeSylva (zene & szöveg)                               |          |
| Szívek muzsikája (Second Fiddle)            | "I Poured My Heart into a Song"     | Irving Berlin (zene & szöveg)                               |          |

### 1940-es évek
| Év                                                  | Film                                       | Dal                                                       | Jelöltek |
| --------------------------------------------------- | ------------------------------------------ | --------------------------------------------------------- | -------- |
| 1940 (13.)                                          |                                            |                                                           |          |
| Pinokkió (Pinocchio)                                | "When You Wish Upon a Star"                | Leigh Harline (zene); Ned Washington (szöveg)             |          |
| Down Argentine Way                                  | "Down Argentine Way"                       | Harry Warren (zene); Mack Gordon (szöveg)                 |          |
| Hit Parade of 1941                                  | "Who Am I?"                                | Jule Styne (zene); Walter Bullock (szöveg)                |          |
| Music in My Heart                                   | "It's a Blue World"                        | Chet Forrest és Bob Wright (zene & szöveg)                |          |
| Ritmus a folyón (Rhythm on the River)               | "Only Forever"                             | James V. Monaco (zene); John Burke (szöveg)               |          |
| Második lehetőség (Second Chorus)                   | "Love of My Life"                          | Artie Shaw (zene); Johnny Mercer (szöveg)                 |          |
| Udvari bál (Spring Parade)                          | "Waltzing in the Clouds"                   | Robert Stolz (zene); Gus Kahn (szöveg)                    |          |
| La Conga (Strike Up the Band)                       | "Our Love Affair"                          | Roger Edens és Arthur Freed (zene & szöveg)               |          |
| You'll Find Out                                     | "I'd Know You Anywhere"                    | Jimmy McHugh (zene); Johnny Mercer (szöveg)               |          |
| 1941 (14.)                                          |                                            |                                                           |          |
| Ó, légy jó hozzám! (Lady Be Good)                   | "The Last Time I Saw Paris"                | Jerome Kern (zene); Oscar Hammerstein II (szöveg)         |          |
| All-American Co-ed                                  | "Out of the Silence"                       | Lloyd B. Norlin (zene & szöveg)                           |          |
| Blues in the Night                                  | "Blues in the Night"                       | Harold Arlen (zene); Johnny Mercer (szöveg)               |          |
| Újoncok (Buck Privates)                             | "Boogie Woogie Bugle Boy"                  | Hughie Prince (zene); Don Raye (szöveg)                   |          |
| Dumbo                                               | "Baby Mine"                                | Frank Churchill (zene); Ned Washington (szöveg)           |          |
| Las Vegas Nights                                    | "Dolores"                                  | Louis Alter (zene); Frank Loesser (szöveg)                |          |
| Ridin' on a Rainbow                                 | "Be Honest with Me"                        | Gene Autry és Fred Rose (zene & szöveg)                   |          |
| Téli szerenád (Sun Valley Serenade)                 | "Chattanooga Choo Choo"                    | Harry Warren (zene); Mack Gordon (szöveg)                 |          |
| Táncoslábú rekruták (You'll Never Get Rich)         | "Since I Kissed My Baby Goodbye"           | Cole Porter (zene & szöveg)                               |          |
| 1942 (15.)                                          |                                            |                                                           |          |
| Egész évben farsang (Holiday Inn)                   | "White Christmas"                          | Irving Berlin (zene & szöveg)                             |          |
| Always in My Heart                                  | "Always in My Heart"                       | Ernesto Lecuona (zene); Kim Gannon (szöveg)               |          |
| Tavasz a Broadway-n (Babes on Broadway)             | "How About You?"                           | Burton Lane (zene); Ralph Freed (szöveg)                  |          |
| Bambi                                               | "Love Is a Song"                           | Frank Churchill (zene); Larry Morey (szöveg)              |          |
| Flying with Music                                   | "Pennies for Peppino"                      | Edward Ward (zene); Chet Forrest és Bob Wright (szöveg)   |          |
| Ördögéknél (Hellzapoppin')                          | "Pig Foot Pete"                            | Gene de Paul (zene); Don Raye (szöveg)                    |          |
| The Mayor of 44th Street                            | "There's a Breeze on Lake Louise"          | Harry Revel (zene); Mort Greene (szöveg)                  |          |
| Orchestra Wives                                     | "(I've Got a Gal in) Kalamazoo"            | Harry Warren (zene); Mack Gordon (szöveg)                 |          |
| Ismeretlen imádó (You Were Never Lovelier)          | "Dearly Beloved"                           | Jerome Kern (zene); Johnny Mercer (szöveg)                |          |
| Youth on Parade                                     | "I've Heard That Song Before"              | Jule Styne (zene); Sammy Cahn (szöveg)                    |          |
| 1943 (16.)                                          |                                            |                                                           |          |
| Hello, Frisco, Hello                                | "You'll Never Know"                        | Harry Warren (zene); Mack Gordon (szöveg)                 |          |
| Cabin in the Sky                                    | "Happiness Is a Thing Called Joe"          | Harold Arlen (zene); Yip Harburg (szöveg)                 |          |
| Csattan a csók (Hers to Hold)                       | "Say a Pray'r for the Boys Over There"     | Jimmy McHugh (zene); Herb Magidson (szöveg)               |          |
| Hit Parade of 1943                                  | "Change of Heart"                          | Jule Styne (zene); Harold Adamson (szöveg)                |          |
| Saludos Amigos                                      | "Saludos Amigos"                           | Charles Wolcott (zene); Ned Washington (szöveg)           |          |
| Légből kapott vőlegény (The Sky's the Limit)        | "My Shining Hour"                          | Harold Arlen (zene); Johnny Mercer (szöveg)               |          |
| Something to Shout About                            | "óYou'd Be So Nice to Come Home To"        | Cole Porter (zene & szöveg)                               |          |
| Stage Door Canteen                                  | "We Mustn't Say Goodbye"                   | James V. Monaco (zene); Al Dubin (szöveg)                 |          |
| Csillagok parádéja (Star Spangled Rhythm)           | "That Old Black Magic"                     | Harold Arlen (zene); Johnny Mercer (szöveg)               |          |
| Thank Your Lucky Stars                              | "They're Either Too Young or Too Old"      | Arthur Schwartz (zene); Frank Loesser (szöveg)            |          |
| 1944 (17.)                                          |                                            |                                                           |          |
| A magam útját járom (Going My Way)                  | "Swinging on a Star"                       | Jimmy Van Heusen (zene); Johnny Burke (szöveg)            |          |
| Brazil                                              | "Rio de Janeiro"                           | Ary Barroso (zene); Ned Washington (szöveg)               |          |
| Szépek szépe (Cover Girl)                           | "Long Ago (and Far Away)"                  | Jerome Kern (zene); Ira Gershwin (szöveg)                 |          |
| Follow the Boys                                     | "I'll Walk Alone"                          | Jule Styne (zene); Sammy Cahn (szöveg)                    |          |
| Higher and Higher                                   | "I Couldn't Sleep a Wink Last Night"       | Jimmy McHugh (zene); Harold Adamson (szöveg)              |          |
| Hollywood Canteen                                   | "Sweet Dreams, Sweetheart"                 | M. K. Jerome (zene); Ted Koehler (szöveg)                 |          |
| Lady, Let's Dance                                   | "Silver Shadows and Golden Dreams"         | Lew Pollack (zene); Charles Newman (szöveg)               |          |
| Találkozunk St. Louis-ban (Meet Me in St. Louis)    | "The Trolley Song"                         | Ralph Blane és Hugh Martin (zene & szöveg)                |          |
| Minstrel Man                                        | "Remember Me to Carolina"                  | Harry Revel (zene); Paul Francis Webster (szöveg)         |          |
| Song of the Open Road                               | "Too Much in Love"                         | Walter Kent (zene); Kim Gannon (szöveg)                   |          |
| Sweet and Low-Down                                  | "I'm Making Believe"                       | James V. Monaco (zene); Mack Gordon (szöveg)              |          |
| Anyámasszony katonája (Up in Arms)                  | "Now I Know"                               | Harold Arlen (zene); Ted Koehler (szöveg)                 |          |
| 1945 (18.)                                          |                                            |                                                           |          |
| State Fair                                          | "It Might as Well Be Spring"               | Richard Rodgers (zene); Oscar Hammerstein II (szöveg)     |          |
| Horgonyt fel! (Anchors Aweigh)                      | "I Fall in Love Too Easily"                | Jule Styne (zene); Sammy Cahn (szöveg)                    |          |
| Belle of the Yukon                                  | "Sleighride in July"                       | Jimmy Van Heusen (zene); Johnny Burke (szöveg)            |          |
| Szent Mary harangjai (The Bells of St. Mary’s)      | "Aren't You Glad You're You?"              | Jimmy Van Heusen (zene); Johnny Burke (szöveg)            |          |
| Can't Help Singing                                  | "More and More"                            | Jerome Kern (zene); Yip Harburg (szöveg)                  |          |
| Earl Carroll Vanities                               | "Endlessly"                                | Walter Kent (zene); Kim Gannon (szöveg)                   |          |
| Here Come the Waves                                 | "Ac-Cent-Tchu-Ate the Positive"            | Harold Arlen (zene); Johnny Mercer (szöveg)               |          |
| Love Letters                                        | "Love Letters"                             | Victor Young (zene); Edward Heyman (szöveg)               |          |
| San Antonio                                         | "Some Sunday Morning"                      | Ray Heindorf és M. K. Jerome (zene); Ted Koehler (szöveg) |          |
| Sing Your Way Home                                  | "I'll Buy That Dream"                      | Allie Wrubel (zene); Herb Magidson (szöveg)               |          |
| G.I. Joe története (Story of G.I. Joe)              | "Linda"                                    | Ann Ronell (zene & szöveg)                                |          |
| Tonight and Every Night                             | "Anywhere"                                 | Jule Styne (zene); Sammy Cahn (szöveg)                    |          |
| Why Girls Leave Home                                | "The Cat and the Canary"                   | Jay Livingston (zene); Ray Evans (szöveg)                 |          |
| Csuda pasi (Wonder Man)                             | "So in Love"                               | David Rose (zene); Leo Robin (szöveg)                     |          |
| 1946 (19.)                                          |                                            |                                                           |          |
| A Harvey lányok (The Harvey Girls)                  | "On the Atchison, Topeka and the Santa Fe" | Harry Warren (zene); Johnny Mercer (szöveg)               |          |
| Blue Skies                                          | "You Keep Coming Back Like a Song"         | Irving Berlin (zene & szöveg)                             |          |
| Canyon Passage                                      | "Ole Buttermilk Sky"                       | Hoagy Carmichael (zene); Jack Brooks (szöveg)             |          |
| Centennial Summer                                   | "All Through the Day"                      | Jerome Kern (zene); Oscar Hammerstein II (szöveg)         |          |
| The Dolly Sisters                                   | "I Can't Begin to Tell You"                | James V. Monaco (zene); Mack Gordon (szöveg)              |          |
| 1947 (20.)                                          |                                            |                                                           |          |
| A Dél dala – Rémusz bácsi meséi (Song of the South) | "Zip-a-Dee-Doo-Dah"                        | Allie Wrubel (zene); Ray Gilbert (szöveg)                 |          |
| Éljen a szerelem! (Good News)                       | "Pass That Peace Pipe"                     | Ralph Blane, Roger Edens és Hugh Martin (zene & szöveg)   |          |
| Mother Wore Tights                                  | "You Do"                                   | Josef Myrow (zene); Mack Gordon (szöveg)                  |          |
| The Perils of Pauline                               | "I Wish I Didn't Love You So"              | Frank Loesser (zene & szöveg)                             |          |
| The Time, the Place and the Girl                    | "A Gal in Calico"                          | Arthur Schwartz (zene); Leo Robin (szöveg)                |          |
| 1948 (21.)                                          |                                            |                                                           |          |
| A sápadt arcú (The Paleface)                        | "Buttons and Bows"                         | Ray Evans és Jay Livingston (zene & szöveg)               |          |
| Casbah                                              | "For Every Man There's a Woman"            | Harold Arlen (zene); Leo Robin (szöveg)                   |          |
| Romance on the High Seas                            | "It's Magic"                               | Jule Styne (zene); Sammy Cahn (szöveg)                    |          |
| That Lady in Ermine                                 | "This Is the Moment"                       | Friedrich Hollaender (zene); Leo Robin (szöveg)           |          |
| Wet Blanket Policy                                  | "The Woody Woodpecker Song"                | Ramey Idriss és George Tibbles (zene & szöveg)            |          |
| 1949 (22.)                                          |                                            |                                                           |          |
| Neptune's Daughter                                  | "Baby, It's Cold Outside"                  | Frank Loesser (zene & szöveg)                             |          |
| Come to the Stable                                  | "Through a Long and Sleepless Night"       | Alfred Newman (zene); Mack Gordon (szöveg)                |          |
| It's a Great Feeling                                | "It's a Great Feeling"                     | Jule Styne (zene); Sammy Cahn (szöveg)                    |          |
| My Foolish Heart                                    | "My Foolish Heart"                         | Victor Young (zene); Ned Washington (szöveg)              |          |
| So Dear to My Heart                                 | "Lavender Blue"                            | Eliot Daniel (zene); Larry Morey (szöveg)                 |          |

### 1950-es évek
| Év                                                                | Film                                         | Dal                                                             | Jelöltek |
| ----------------------------------------------------------------- | -------------------------------------------- | --------------------------------------------------------------- | -------- |
| 1950 (23.)                                                        |                                              |                                                                 |          |
| Captain Carey, U.S.A.                                             | "Mona Lisa"                                  | Ray Evans és Jay Livingston (zene & szöveg)                     |          |
| Hamupipőke (Cinderella)                                           | "Bibbidi-Bobbidi-Boo"                        | Mack David, Al Hoffman és Jerry Livingston (zene & szöveg)      |          |
| Singing Guns                                                      | "Mule Train"                                 | Fred Glickman, Hy Heath és Johnny Lange (zene & szöveg)         |          |
| Halászlegény frakkban (The Toast of New Orleans)                  | "Be My Love"                                 | Nicholas Brodszky (zene); Sammy Cahn (szöveg)                   |          |
| Wabash Avenue                                                     | "Wilhelmina"                                 | Josef Myrow (zene); Mack Gordon (szöveg)                        |          |
| 1951 (24.)                                                        |                                              |                                                                 |          |
| Here Comes the Groom                                              | "In the Cool, Cool, Cool of the Evening"     | Hoagy Carmichael (zene); Johnny Mercer (szöveg)                 |          |
| Golden Girl                                                       | "Never"                                      | Lionel Newman (zene); Eliot Daniel (szöveg)                     |          |
| Gazdag, fiatal és csinos (Rich, Young and Pretty)                 | "Wonder Why"                                 | Nicholas Brodszky (zene); Sammy Cahn (szöveg)                   |          |
| Királyi esküvő (Royal Wedding)                                    | "Too Late Now"                               | Burton Lane (zene); Alan Jay Lerner (szöveg)                    |          |
| A vetkőzés (The Strip)                                            | "A Kiss to Build a Dream On"                 | Bert Kalmar, Oscar Hammerstein II és Harry Ruby (zene & szöveg) |          |
| 1952 (25.)                                                        |                                              |                                                                 |          |
| Délidő (High Noon)                                                | "The Ballad of High Noon"                    | Dimitri Tiomkin (zene); Ned Washington (szöveg)                 |          |
| Because You're Mine                                               | "Because You're Mine"                        | Nicholas Brodszky (zene); Sammy Cahn (szöveg)                   |          |
| Hans Christian Andersen                                           | "Thumbelina"                                 | Frank Loesser (zene & szöveg)                                   |          |
| Just for You                                                      | "Zing a Little Zong"                         | Harry Warren (zene); Leo Robin (szöveg)                         |          |
| Son of Paleface                                                   | "Am I in Love"                               | Jack Brooks (zene & szöveg)                                     |          |
| 1953 (26.)                                                        |                                              |                                                                 |          |
| Bajkeverő Jane (Calamity Jane)                                    | "Secret Love"                                | Sammy Fain (zene); Paul Francis Webster (szöveg)                |          |
| Kutyaütő golfütők (The Caddy)                                     | "That's Amore"                               | Harry Warren (zene); Jack Brooks (szöveg)                       |          |
| Miss Sadie Thompson                                               | "Blue Pacific Blues"                         | Lester Lee (zene); Ned Washington (szöveg)                      |          |
| The Moon Is Blue                                                  | "The Moon Is Blue"                           | Herschel Burke Gilbert (zene); Sylvia Fine (szöveg)             |          |
| Small Town Girl                                                   | "My Flaming Heart"                           | Nicholas Brodszky (zene); Leo Robin (szöveg)                    |          |
| 1954 (27.)                                                        |                                              |                                                                 |          |
| Három pénzdarab a szökőkútban (Three Coins in the Fountain)       | "Three Coins in the Fountain"                | Jule Styne (zene); Sammy Cahn (szöveg)                          |          |
| A gőgös (The High and the Mighty)                                 | "The High and the Mighty"                    | Dimitri Tiomkin (zene); Ned Washington (szöveg)                 |          |
| Csillag születik (A Star Is Born)                                 | "The Man That Got Away"                      | Harold Arlen (zene); Ira Gershwin (szöveg)                      |          |
| Susan Slept Here                                                  | "Hold My Hand"                               | Jack Lawrence és Richard Myers (zene & szöveg)                  |          |
| Fehér karácsony (White Christmas)                                 | "Count Your Blessings (Instead of Sheep)"    | Irving Berlin (zene & szöveg)                                   |          |
| 1955 (28.)                                                        |                                              |                                                                 |          |
| A szerelem nagyon ragyogó dolog (Love Is a Many-Splendored Thing) | "Love Is a Many-Splendored Thing"            | Sammy Fain (zene); Paul Francis Webster (szöveg)                |          |
| Hosszúláb papa (Daddy Long Legs)                                  | "Something's Gotta Give"                     | Johnny Mercer (zene & szöveg)                                   |          |
| Szeress, vagy hagyj el! (Love Me or Leave Me)                     | "I'll Never Stop Loving You"                 | Nicholas Brodszky (zene); Sammy Cahn (szöveg)                   |          |
| Gyengéd csapda (The Tender Trap)                                  | "(Love Is) The Tender Trap"                  | Jimmy Van Heusen (zene); Sammy Cahn (lyrics)                    |          |
| Unchained                                                         | "Unchained Melody"                           | Alex North (zene); Hy Zaret (szöveg)                            |          |
| 1956 (29.)                                                        |                                              |                                                                 |          |
| Az ember, aki túl sokat tudott (The Man Who Knew Too Much)        | "Que Sera, Sera (Whatever Will Be, Will Be)" | Ray Evans és Jay Livingston (zene & szöveg)                     |          |
| Szemben az erőszakkal (Friendly Persuasion)                       | "Friendly Persuasion"                        | Dimitri Tiomkin (zene); Paul Francis Webster (szöveg)           |          |
| Gazdagok és szerelmesek (High Society)                            | "True Love"                                  | Cole Porter (zene & szöveg)                                     |          |
| Julie                                                             | "Julie"                                      | Leith Stevens (zene); Tom Adair (szöveg)                        |          |
| Szélbe írva (Written on the Wind)                                 | "Written on the Wind"                        | Victor Young (zene); Sammy Cahn (szöveg)                        |          |
| 1957 (30.)                                                        |                                              |                                                                 |          |
| A vad pasas (The Joker Is Wild)                                   | "All the Way"                                | Jimmy Van Heusen (zene); Sammy Cahn (szöveg)                    |          |
| Félévente randevú (An Affair to Remember)                         | "An Affair to Remember (Our Love Affair)"    | Harry Warren (zene); Harold Adamson és Leo McCarey (szöveg)     |          |
| April Love                                                        | "April Love"                                 | Sammy Fain (zene); Paul Francis Webster (szöveg)                |          |
| Tammy and the Bachelor                                            | "Tammy"                                      | Ray Evans és Jay Livingston (zene & szöveg)                     |          |
| Wild Is the Wind                                                  | "Wild Is the Wind"                           | Dimitri Tiomkin (zene); Ned Washington (szöveg)                 |          |
| 1958 (31.)                                                        |                                              |                                                                 |          |
| Gigi                                                              | "Gigi"                                       | Frederick Loewe (zene); Alan Jay Lerner (szöveg)                |          |
| A Certain Smile                                                   | "A Certain Smile"                            | Sammy Fain (zene); Paul Francis Webster (szöveg)                |          |
| Magányos apuka megosztaná (Houseboat)                             | "Almost in Your Arms"                        | Ray Evans és Jay Livingston (zene & szöveg)                     |          |
| Marjorie Morningstar                                              | "A Very Precious Love"                       | Sammy Fain (zene); Webster (szöveg)                             |          |
| Rohanva jöttek (Some Came Running)                                | "To Love and Be Loved"                       | Jimmy Van Heusen (zene); Sammy Cahn (szöveg)                    |          |
| 1959 (32.)                                                        |                                              |                                                                 |          |
| Púp a háton (A Hole in the Head)                                  | "High Hopes"                                 | Jimmy Van Heusen (zene); Sammy Cahn (szöveg)                    |          |
| The Best of Everything                                            | "The Best of Everything"                     | Alfred Newman (zene); Sammy Cahn (szöveg)                       |          |
| Öt penny (The Five Pennies)                                       | "The Five Pennies"                           | Sylvia Fine (zene & szöveg)                                     |          |
| Az akasztófa (The Hanging Tree)                                   | "The Hanging Tree"                           | Jerry Livingston (zene); Mack David (szöveg)                    |          |
| The Young Land                                                    | "Strange Are the Ways of Love"               | Dimitri Tiomkin (zene); Ned Washington (szöveg)                 |          |

### 1960-as évek
| Év                                                                      | Film                                        | Dal                                                                        | Jelöltek |
| ----------------------------------------------------------------------- | ------------------------------------------- | -------------------------------------------------------------------------- | -------- |
| 1960 (33.)                                                              |                                             |                                                                            |          |
| Vasárnap soha (Never on Sunday)                                         | "Never on Sunday"                           | Manos Hatzidakis (zene & szöveg)                                           |          |
| Alamo (The Alamo)                                                       | "The Green Leaves of Summer"                | Dimitri Tiomkin (zene); Paul Francis Webster (szöveg)                      |          |
| Az élet körülményei (The Facts of Life)                                 | "The Facts of Life"                         | Johnny Mercer (zene & szöveg)                                              |          |
| High Time                                                               | "The Second Time Around"                    | Jimmy Van Heusen (zene); Sammy Cahn (szöveg)                               |          |
| Pepe                                                                    | "Faraway Part of Town"                      | André Previn (zene); Dory Previn (szöveg)                                  |          |
| 1961 (34.)                                                              |                                             |                                                                            |          |
| Álom luxuskivitelben (Breakfast at Tiffany’s)                           | "Moon River"                                | Henry Mancini (zene); Johnny Mercer (szöveg)                               |          |
| Agglegény a paradicsomban (Bachelor in Paradise)                        | "Bachelor in Paradise"                      | Henry Mancini (zene); Mack David (szöveg)                                  |          |
| El Cid                                                                  | "The Falcon and the Dove"                   | Rózsa Miklós (zene); Paul Francis Webster (szöveg)                         |          |
| Egy maroknyi csoda (Pocketful of Miracles)                              | "Pocketful of Miracles"                     | Jimmy Van Heusen (zene); Sammy Cahn (szöveg)                               |          |
| Town Without Pity                                                       | "Town Without Pity"                         | Dimitri Tiomkin (zene); Ned Washington (szöveg)                            |          |
| 1962 (35.)                                                              |                                             |                                                                            |          |
| Míg tart a bor és friss a rózsa (Days of Wine and Roses)                | "Days of Wine and Roses"                    | Henry Mancini (zene); Johnny Mercer (szöveg)                               |          |
| Lázadás a Bountyn (Mutiny on the Bounty)                                | "Follow Me"                                 | Bronisław Kaper (zene); Paul Francis Webster (szöveg)                      |          |
| Tender Is the Night                                                     | "Tender Is the Night"                       | Sammy Fain (zene); Paul Francis Webster (szöveg)                           |          |
| Ketten a hintán (Two for the Seesaw)                                    | "Second Chance"                             | André Previn (zene); Dory Previn (szöveg)                                  |          |
| Walk on the Wild Side                                                   | "Walk on the Wild Side"                     | Elmer Bernstein (zene); Mack David (szöveg)                                |          |
| 1963 (36.)                                                              |                                             |                                                                            |          |
| Papa's Delicate Condition                                               | "Call Me Irresponsible"                     | Jimmy Van Heusen (zene); Sammy Cahn (szöveg)                               |          |
| 55 nap Pekingben (55 Days at Peking)                                    | "So Little Time"                            | Dimitri Tiomkin (zene); Paul Francis Webster (szöveg)                      |          |
| Amerikai fogócska (Charade)                                             | "Charade"                                   | Henry Mancini (zene); Johnny Mercer (szöveg)                               |          |
| Bolond, bolond világ (It's a Mad, Mad, Mad, Mad World)                  | "It's a Mad, Mad, Mad, Mad World"           | Ernest Gold (zene); Mack David (szöveg)                                    |          |
| Kutya világ (Mondo Cane)                                                | "More"                                      | Nino Oliviero és Riz Ortolani (zene); Norman Newell (szöveg)               |          |
| 1964 (37.)                                                              |                                             |                                                                            |          |
| Mary Poppins                                                            | "Chim Chim Cher-ee"                         | Richard M. Sherman és Robert B. Sherman (zene & szöveg)                    |          |
| Dear Heart                                                              | "Dear Heart"                                | Henry Mancini (zene); Ray Evans és Jay Livingston (szöveg)                 |          |
| Csend, csend, édes Charlotte (Hush... Hush, Sweet Charlotte)            | "Hush... Hush, Sweet Charlotte"             | Frank De Vol (zene); Mack David (szöveg)                                   |          |
| Robin és a 7 gengszter (Robin and the 7 Hoods)                          | "My Kind of Town"                           | Jimmy Van Heusen (zene); Sammy Cahn (szöveg)                               |          |
| Where Love Has Gone                                                     | "Where Love Has Gone"                       | Jimmy Van Heusen (zene); Sammy Cahn (szöveg)                               |          |
| 1965 (38.)                                                              |                                             |                                                                            |          |
| Út a szeretet felé (The Sandpiper)                                      | "The Shadow of Your Smile"                  | Johnny Mandel (zene); Paul Francis Webster (szöveg)                        |          |
| Cat Ballou legendája (Cat Ballou)                                       | "The Ballad of Cat Ballou"                  | Jerry Livingston (zene); Mack David (szöveg)                               |          |
| Verseny a javából (The Great Race)                                      | "The Sweetheart Tree"                       | Henry Mancini (zene); Johnny Mercer (szöveg)                               |          |
| Cherbourgi esernyők (Les parapluies de Cherbourg)                       | "I Will Wait for You"                       | Michel Legrand (zene); Jacques Demy (szöveg); Norman Gimbel (angol szöveg) |          |
| Mi újság, cicamica? (What's New Pussycat?)                              | "What's New Pussycat?"                      | Burt Bacharach (zene); Hal David (szöveg)                                  |          |
| 1966 (39.)                                                              |                                             |                                                                            |          |
| Elza, a vadon szülötte (Born Free)                                      | "Born Free"                                 | John Barry (zene); Don Black (szöveg)                                      |          |
| Alfie – Szívtelen szívtipró (Alfie)                                     | "Alfie"                                     | Burt Bacharach (zene); Hal David (szöveg)                                  |          |
| An American Dream                                                       | "A Time for Love"                           | Johnny Mandel (zene); Paul Francis Webster (szöveg)                        |          |
| Georgy Girl (Georgy Girl)                                               | "Georgy Girl"                               | Tom Springfield (zene); Jim Dale (szöveg)                                  |          |
| Hawaii                                                                  | "My Wishing Doll"                           | Elmer Bernstein (zene); Mack David (szöveg)                                |          |
| 1967 (40.)                                                              |                                             |                                                                            |          |
| Doktor Dolittle (Doctor Dolittle)                                       | "Talk to the Animals"                       | Leslie Bricusse (zene & szöveg)                                            |          |
| Banning                                                                 | "The Eyes of Love"                          | Quincy Jones (zene); Bob Russell (szöveg)                                  |          |
| Casino Royale                                                           | "The Look of Love"                          | Burt Bacharach (zene); Hal David (szöveg)                                  |          |
| A dzsungel könyve (The Jungle Book)                                     | "The Bare Necessities"                      | Terry Gilkyson (zene & szöveg)                                             |          |
| Ízig-vérig modern Millie (Thoroughly Modern Millie)                     | "Thoroughly Modern Millie"                  | Sammy Cahn és Jimmy Van Heusen (zene & szöveg)                             |          |
| 1968 (41.)                                                              |                                             |                                                                            |          |
| A Thomas Crown ügy (The Thomas Crown Affair)                            | "The Windmills of Your Mind"                | Michel Legrand (music); Alan Bergman és Marilyn Bergman (szöveg)           |          |
| Csodakocsi (Chitty Chitty Bang Bang)                                    | "Chitty Chitty Bang Bang"                   | Richard M. Sherman és Robert B. Sherman (zene & szöveg)                    |          |
| For Love of Ivy                                                         | "For Love of Ivy"                           | Quincy Jones (zene); Bob Russell (szöveg)                                  |          |
| Funny Girl                                                              | "Funny Girl"                                | Jule Styne (zene); Bob Merrill (szöveg)                                    |          |
| Star!                                                                   | "Star!"                                     | Jimmy Van Heusen (zene); Sammy Cahn (szöveg)                               |          |
| 1969 (42.)                                                              |                                             |                                                                            |          |
| Butch Cassidy és a Sundance kölyök (Butch Cassidy and the Sundance Kid) | "Raindrops Keep Fallin' on My Head"         | Burt Bacharach (zene); Hal David (szöveg)                                  |          |
| The Happy Ending                                                        | "What Are You Doing the Rest of Your Life?" | Michel Legrand (zene); Alan Bergman és Marilyn Bergman (szöveg)            |          |
| Miss Jean Brodie virágzása (The Prime of Miss Jean Brodie)              | "Jean"                                      | Rod McKuen (zene & szöveg)                                                 |          |
| Első szerelem (The Sterile Cuckoo)                                      | "Come Saturday Morning"                     | Fred Karlin (zene); Dory Previn (szöveg)                                   |          |
| A félszemű seriff (True Grit)                                           | "True Grit"                                 | Elmer Bernstein (zene); Don Black (szöveg)                                 |          |

### 1970-es évek
| Év                                                                   | Film                                | Dal                                                              | Jelöltek |
| -------------------------------------------------------------------- | ----------------------------------- | ---------------------------------------------------------------- | -------- |
| 1970 (43.)                                                           |                                     |                                                                  |          |
| Szeretők és egyéb idegenek (Lovers and Other Strangers)              | "For All We Know"                   | Fred Karlin (zene); Jimmy Griffin és Robb Royer (szöveg)         |          |
| Darling Lili                                                         | "Whistling Away the Dark"           | Henry Mancini (zene); Johnny Mercer (szöveg)                     |          |
| Madron                                                               | "Till Love Touches Your Life"       | Riz Ortolani (zene); Arthur Hamilton (szöveg)                    |          |
| Álomtöredékek (Pieces of Dreams)                                     | "Pieces of Dreams"                  | Michel Legrand (zene); Alan Bergman és Marilyn Bergman (szöveg)  |          |
| Scrooge                                                              | "Thank You Very Much"               | Leslie Bricusse (zene & szöveg)                                  |          |
| 1971 (44.)                                                           |                                     |                                                                  |          |
| Shaft                                                                | "Shaft"                             | Isaac Hayes (zene & szöveg)                                      |          |
| Ágygömb és seprűnyél (Bedknobs and Broomsticks)                      | "The Age of Not Believing"          | Richard M. Sherman és Robert B. Sherman (zene & szöveg)          |          |
| Áldd meg az állatokat és a gyermekeket (Bless the Beasts & Children) | "Bless the Beasts and Children"     | Perry Botkin Jr. és Barry De Vorzon (zene & szöveg)              |          |
| Csakazértis nagypapa (Kotch)                                         | "Life Is What You Make It"          | Marvin Hamlisch (zene); Johnny Mercer (szöveg)                   |          |
| Olykor egy nagy ötlet (Sometimes a Great Notion)                     | "All His Children"                  | Henry Mancini (zene); Alan Bergman és Marilyn Bergman (szöveg)   |          |
| 1972 (45.)                                                           |                                     |                                                                  |          |
| A Poszeidon katasztrófa (The Poseidon Adventure)                     | "The Morning After"                 | Joel Hirschhorn és Al Kasha (zene & szöveg)                      |          |
| Ben                                                                  | "Ben"                               | Walter Scharf (zene); Don Black (szöveg)                         |          |
| Roy Bean bíró élete és kora (The Life and Times of Judge Roy Bean)   | "Marmalade, Molasses & Honey"       | Maurice Jarre (zene); Alan Bergman és Marilyn Bergman (szöveg)   |          |
| The Little Ark                                                       | "Come Follow, Follow Me"            | Fred Karlin (zene); Marsha Karlin (szöveg)                       |          |
| The Stepmother                                                       | "Strange Are the Ways of Love"      | Sammy Fain (zene); Paul Francis Webster (szöveg)                 |          |
| 1973 (46.)                                                           |                                     |                                                                  |          |
| Ilyenek voltunk (The Way We Were)                                    | "The Way We Were"                   | Marvin Hamlisch (zene); Alan Bergman és Marilyn Bergman (szöveg) |          |
| Cinderella Liberty                                                   | "Nice to Be Around"                 | John Williams (zene); Paul Williams (szöveg)                     |          |
| Élni és halni hagyni (Live and Let Die)                              | "Live and Let Die"                  | Linda McCartney és Paul McCartney (zene & szöveg)                |          |
| Robin Hood                                                           | "Love"                              | George Bruns (zene); Floyd Huddleston (szöveg)                   |          |
| Egy kis előkelőség (A Touch of Class)                                | "All That Love Went to Waste"       | George Barrie (zene); Sammy Cahn (szöveg)                        |          |
| 1974 (47.)                                                           |                                     |                                                                  |          |
| Pokoli torony (The Towering Inferno)                                 | "We May Never Love Like This Again" | Joel Hirschhorn és Al Kasha (zene & szöveg)                      |          |
| Benji                                                                | "I Feel Love"                       | Euel Box (zene); Betty Box (szöveg)                              |          |
| Fényes nyergek (Blazing Saddles)                                     | "Blazing Saddles"                   | John Morris (zene); Mel Brooks (szöveg)                          |          |
| Aranybánya (Gold)                                                    | "Wherever Love Takes Me"            | Elmer Bernstein (zene); Don Black (szöveg)                       |          |
| A kis herceg (The Little Prince)                                     | "Little Prince"                     | Frederick Loewe (zene); Alan Jay Lerner (szöveg)                 |          |
| 1975 (48.)                                                           |                                     |                                                                  |          |
| Nashville                                                            | "I'm Easy"                          | Keith Carradine (zene & szöveg)                                  |          |
| Funny Lady                                                           | "How Lucky Can You Get"             | Fred Ebb és John Kander (zene & szöveg)                          |          |
| Mahogany                                                             | "Do You Know Where You're Going To" | Michael Masser (zene); Gerry Goffin (szöveg)                     |          |
| The Other Side of the Mountain                                       | "Richard's Window"                  | Charles Fox (zene); Norman Gimbel (szöveg)                       |          |
| Whiffs                                                               | "Now That We're in Love"            | George Barrie (zene); Sammy Cahn (szöveg)                        |          |
| 1976 (49.)                                                           |                                     |                                                                  |          |
| Csillag születik (A Star is Born)                                    | "Evergreen"                         | Barbra Streisand (zene); Paul Williams (szöveg)                  |          |
| Half a House                                                         | "A World That Never Was"            | Sammy Fain (zene); Paul Francis Webster (szöveg)                 |          |
| Ómen (The Omen)                                                      | "Ave Satani"                        | Jerry Goldsmith (zene & szöveg)                                  |          |
| A rózsaszín párduc újra lecsap (The Pink Panther Strikes Again)      | "Come to Me"                        | Henry Mancini (zene); Don Black (szöveg)                         |          |
| Rocky                                                                | "Gonna Fly Now"                     | Bill Conti (zene); Carol Connors és Ayn Robbins (szöveg)         |          |
| 1977 (50.)                                                           |                                     |                                                                  |          |
| You Light Up My Life                                                 | "You Light Up My Life"              | Joseph Brooks (zene & szöveg)                                    |          |
| Peti sárkánya (Pete's Dragon)                                        | "Candle on the Water"               | Joel Hirschhorn és Al Kasha (zene & szöveg)                      |          |
| A mentőcsapat (The Rescuers)                                         | "Someone's Waiting for You"         | Sammy Fain (zene); Carol Connors és Ayn Robbins (szöveg)         |          |
| Papucs és rózsa (The Slipper and the Rose)                           | "He/She Danced with Me"             | Richard M. Sherman és Robert B. Sherman (zene & szöveg)          |          |
| A kém, aki szeretett engem (The Spy Who Loved Me)                    | "Nobody Does It Better"             | Marvin Hamlisch (zene); Carole Bayer Sager (szöveg)              |          |
| 1978 (51.)                                                           |                                     |                                                                  |          |
| Végre péntek van! (Thanks God It's Friday)                           | "Last Dance"                        | Paul Jabara (zene & szöveg)                                      |          |
| Óvakodj a törpétől (Foul Play)                                       | "Ready to Take a Chance Again"      | Charles Fox (zene); Norman Gimbel (szöveg)                       |          |
| Pomádé (Grease)                                                      | "Hopelessly Devoted to You"         | John Farrar (zene & szöveg)                                      |          |
| A varázslatos Lassie (The Magic of Lassie)                           | "When You're Loved"                 | Richard M. Sherman és Robert B. Sherman (zene & szöveg)          |          |
| Jövőre veled ugyanitt (Same Time, Next Year)                         | "The Last Time I Felt Like This"    | Marvin Hamlisch (zene); Alan Bergman és Marilyn Bergman (szöveg) |          |
| 1979 (52.)                                                           |                                     |                                                                  |          |
| Norma Rae                                                            | "It Goes Like It Goes"              | David Shire (zene); Norman Gimbel (szöveg)                       |          |
| Bombanő (10)                                                         | "It's Easy to Say"                  | Henry Mancini (zene); Robert Wells (szöveg)                      |          |
| Jégvárak (Ice Castles)                                               | "Through the Eyes of Love"          | Marvin Hamlisch (zene); Carole Bayer Sager (szöveg)              |          |
| Muppet-show (The Muppet Movie)                                       | "Rainbow Connection"                | Kenny Ascher és Paul Williams (zene & szöveg)                    |          |
| Az ígéret szép szó (The Promise)                                     | "I'll Never Say Goodbye"            | David Shire (zene); Alan Bergman és Marilyn Bergman (szöveg)     |          |

### 1980-as évek
| Év                                               | Film                                       | Dal                                                                                               | Jelöltek |
| ------------------------------------------------ | ------------------------------------------ | ------------------------------------------------------------------------------------------------- | -------- |
| 1980 (53.)                                       |                                            |                                                                                                   |          |
| Hírnév (Fame)                                    | "Fame"                                     | Michael Gore (zene); Dean Pitchford (szöveg)                                                      |          |
| Kilenctől ötig (9 to 5)                          | "9 to 5"                                   | Dolly Parton (zene & szöveg)                                                                      |          |
| Szerelemverseny (The Competition)                | "People Alone"                             | Lalo Schifrin (zene); Will Jennings (szöveg)                                                      |          |
| Hírnév (Fame)                                    | "Out Here on My Own"                       | Michael Gore (zene); Lesley Gore (sz9veg)                                                         |          |
| Country Texasban (Honeysuckle Rose)              | "On the Road Again"                        | Willie Nelson (zene & szöveg)                                                                     |          |
| 1981 (54.)                                       |                                            |                                                                                                   |          |
| Arthur                                           | "Best That You Can Do"                     | Peter Allen, Burt Bacharach, Christopher Cross, Carole Bayer Sager (zene & szöveg)                |          |
| Végtelen szerelem (Endless Love)                 | "Endless Love"                             | Lionel Richie (zene & szöveg)                                                                     |          |
| Szigorúan bizalmas (For Your Eyes Only)          | "For Your Eyes Only"                       | Bill Conti (zene); Mick Leeson (szöveg)                                                           |          |
| Nagy Muppet rajcsúrozás (The Great Muppet Caper) | "The First Time It Happens"                | Joe Raposo (zene & szöveg)                                                                        |          |
| Ragtime                                          | "One More Hour"                            | Randy Newman (zene & szöveg)                                                                      |          |
| 1982 (55.)                                       |                                            |                                                                                                   |          |
| Garni-zóna (An Officer and a Gentleman)          | "Up Where We Belong"                       | Jack Nitzsche és Buffy Sainte-Marie (zene); Will Jennings (szöveg)                                |          |
| Házasodjunk, vagy tán mégse? (Best Friends)      | "How Do You Keep the Music Playing?"       | Michel Legrand (zene); Alan Bergman, Marilyn Bergman (szöveg)                                     |          |
| Rocky III.                                       | "Eye of the Tiger"                         | Jim Peterik és Frankie Sullivan (zene & szöveg)                                                   |          |
| Aranyoskám (Tootsie)                             | "It Might Be You"                          | Dave Grusin (zene); Alan Bergman, Marilyn Bergman (szöveg)                                        |          |
| Mondj igent Giorgiónak! (Yes, Giorgio)           | "If We Were in Love"                       | John Williams (zene); Alan Bergman, Marilyn Bergman (szöveg)                                      |          |
| 1983 (56.)                                       |                                            |                                                                                                   |          |
| Flashdance                                       | "Flashdance... What a Feeling"             | Giorgio Moroder (zene); Irene Cara és Keith Forsey (szöveg)                                       |          |
| Flashdance                                       | "Maniac"                                   | Dennis Matkosky és Michael Sembello (zene & szöveg)                                               |          |
| Az Úr kegyelméből (Tender Mercies)               | "Over You"                                 | Boyce Hart, Bobby Hart és Austin Roberts (zene & szöveg)                                          |          |
| Yentl                                            | "Papa, Can You Hear Me?"                   | Michel Legrand (zene); Alan Bergman, Marilyn Bergman (szöveg)                                     |          |
| Yentl                                            | "The Way He Makes Me Feel"                 | Michel Legrand (zene); Alan Bergman, Marilyn Bergman (szöveg)                                     |          |
| 1984 (57.)                                       |                                            |                                                                                                   |          |
| A piros ruhás nő (The Woman in Red)              | "I Just Called to Say I Love You"          | Stevie Wonder (zene & szöveg)                                                                     |          |
| Széllel szemben (Against All Odds)               | "Against All Odds (Take a Look at Me Now)" | Phil Collins (zene & szöveg)                                                                      |          |
| Gumiláb (Footloose)                              | "Footloose"                                | Kenny Loggins és Dean Pitchford (zene & szöveg)                                                   |          |
| Gumiláb (Footloose)                              | "Let's Hear It for the Boy"                | Dean Pitchford és Tom Snow (zene & szöveg)                                                        |          |
| Szellemírtók (Ghostbusters)                      | "Ghostbusters"                             | Ray Parker Jr. (zene & szöveg)                                                                    |          |
| 1985 (58.)                                       |                                            |                                                                                                   |          |
| Halálbalett (White Nights)                       | "Say You, Say Me"                          | Lionel Richie (zene & szöveg)                                                                     |          |
| Vissza a jövőbe (Back to the Future)             | "The Power of Love"                        | Johnny Colla és Chris Hayes (zene); Huey Lewis (szöveg)                                           |          |
| Tánckar (A Chorus Line)                          | "Surprise, Surprise"                       | Marvin Hamlisch (zene); Ed Kleban (szöveg)                                                        |          |
| Bíborszín (The Color Purple)                     | "Miss Celie's Blues"                       | Quincy Jones és Rod Temperton (zene); Quincy Jones, Lionel Richie és Rod Temperton (szöveg)       |          |
| Halálbalett (White Nights)                       | "Separate Lives"                           | Stephen Bishop (zene & szöveg)                                                                    |          |
| 1986 (59.)                                       |                                            |                                                                                                   |          |
| Top Gun                                          | "Take My Breath Away"                      | Giorgio Moroder (zene); Tom Whitlock (szöveg)                                                     |          |
| Egérmese (An American Tail)                      | "Somewhere Out There"                      | James Horner és Barry Mann (zene); Cynthia Weil (szöveg)                                          |          |
| Karate kölyök 2. (The Karate Kid Part II)        | "Glory of Love"                            | Peter Cetera és David Foster (zene); Peter Cetera és Diane Nini (szöveg)                          |          |
| Rémségek kicsiny boltja (Little Shop of Horros)  | "Mean Green Mother from Outer Space"       | Alan Menken (zene); Howard Ashman (szöveg)                                                        |          |
| Ilyen az élet (That's Life!)                     | "Life in a Looking Glass"                  | Henry Mancini (zene); Leslie Bricusse (szöveg)                                                    |          |
| 1987 (60.)                                       |                                            |                                                                                                   |          |
| Dirty Dancing – Piszkos tánc (Dirty Dancing)     | "(I've Had) The Time of My Life"           | John DeNicola, Donald Markowitz és Franke Previte (zene); Frankie Previte (szöveg)                |          |
| Beverly Hills-i zsaru 2. (Beverly Hills Cop II)  | "Shakedown"                                | Harold Faltermeyer és Keith Forsey (zene); Harold Faltermeyer, Keith Forsey és Bob Seger (szöveg) |          |
| Kiálts szabadságért (Cry Freedom)                | "Cry Freedom"                              | George Fenton & Jonas Gwangwa (music & lyrics)                                                    |          |
| Próbababa (Mannequin)                            | "Nothing's Gonna Stop Us Now"              | Albert Hammond és Diane Warren (zene & szöveg)                                                    |          |
| A herceg menyasszonya (The Princess Bride)       | "Storybook Love"                           | Willy DeVille (zene & szöveg)                                                                     |          |
| 1988 (61.)                                       |                                            |                                                                                                   |          |
| Dolgozó lány (Working Girl)                      | "Let the River Run"                        | Carly Simon (zene & szöveg)                                                                       |          |
| Bagdad Café (Out of Rosenheim)                   | "Calling You"                              | Bob Telson (zene & szöveg)                                                                        |          |
| Buster                                           | "Two Hearts"                               | Lamont Dozier (zene); Phil Collins (szöveg)                                                       |          |
| 1989 (62.)                                       |                                            |                                                                                                   |          |
| A kis hableány (The Little Mermaid)              | "Under the Sea"                            | Alan Menken (zene); Howard Ashman (szöveg)                                                        |          |
| Az ég is tévedhet (Chances Are)                  | "After All"                                | Tom Snow (zene); Dean Pitchford (szöveg)                                                          |          |
| A kis hableány (The Little Mermaid)              | "Kiss the Girl"                            | Alan Menken (zene); Howard Ashman (szöveg)                                                        |          |
| Vásott szülők (Parenthood)                       | "I Love to See You Smile"                  | Randy Newman (zene & szöveg)                                                                      |          |
| Shirley Valentine                                | "The Girl Who Used to Be Me"               | Marvin Hamlisch (zene); Alan Bergman, Marilyn Bergman (szöveg)                                    |          |

### 1990-es évek
| Év                                                                              | Film                                  | Dal | Jelöltek |
| ------------------------------------------------------------------------------- | ------------------------------------- | --- | -------- |
| 1990 (63.)                                                                      |                                       | |          |
| Dick Tracy                                                                      | "Sooner or Later"                     | Stephen Sondheim (zene & szöveg)                                                                              |          |
| A Keresztapa III. (The Godfather Part III)                                      | "Promise Me You'll Remember"          | Carmine Coppola (zene); John Bettis (szöveg)                                                                  |          |
| Reszkessetek, betörők! (Home Alone)                                             | "Somewhere in My Memory"              | John Williams (zene); Leslie Bricusse (szöveg)                                                                |          |
| Képeslapok a szakadékból (Postcards from the Edge)                              | "I'm Checkin' Out"                    | Shel Silverstein (zene & szöveg)                                                                              |          |
| A vadnyugat fiai 2. (Young Guns II)                                             | "Blaze of Glory"                      | Jon Bon Jovi (zene & szöveg)                                                                                  |          |
| 1991 (64.)                                                                      |                                       | |          |
| A szépség és a szörnyeteg (Beauty and the Beast)                                | "Beauty and the Beast"                | Alan Menken (zene); Howard Ashman (szöveg)                                                                    |          |
| A szépség és a szörnyeteg (Beauty and the Beast)                                | "Be Our Guest"                        | Alan Menken (zene); Howard Ashman (szöveg)                                                                    |          |
| A szépség és a szörnyeteg (Beauty and the Beast)                                | "Belle"                               | Alan Menken (zene); Howard Ashman (szöveg)                                                                    |          |
| Hook                                                                            | "When You're Alone"                   | John Williams (zene); Leslie Bricusse (szöveg)                                                                |          |
| Robin Hood, a tolvajok fejedelme (Robin Hood: Prince of Thieves)                | "(Everything I Do) I Do It for You"   | Michael Kamen (zene); Bryan Adams és Mutt Lange (szöveg)                                                      |          |
| 1992 (65.)                                                                      |                                       | |          |
| Aladdin                                                                         | "A Whole New World"                   | Alan Menken (zene); Tim Rice (szöveg)                                                                         |          |
| Aladdin                                                                         | "Friend Like Me"                      | Alan Menken (zene); Howard Ashman (szöveg)                                                                    |          |
| Több mint testőr (The Bodyguard)                                                | "I Have Nothing"                      | David Foster (zene); Linda Thompson (szöveg)                                                                  |          |
| Több mint testőr (The Bodyguard)                                                | "Run to You"                          | Jud J. Friedman (zene); Allan Dennis Rich (szöveg)                                                            |          |
| A mambó királyai (The Mambo Kings)                                              | "Beautiful Maria of My Soul"          | Robert Kraft (zene); Arne Glimcher (szöveg)                                                                   |          |
| 1993 (66.)                                                                      |                                       | |          |
| Philadelphia – Az érinthetetlen (Philadelphia)                                  | "Streets of Philadelphia"             | Bruce Springsteen (zene & szöveg)                                                                             |          |
| Beethoven 2. (Beethoven's 2nd)                                                  | "The Day I Fall in Love"              | James Ingram, Clif Magness és Carole Bayer Sager (zene & szöveg)                                              |          |
| Philadelphia – Az érinthetetlen (Philadelphia)                                  | "Philadelphia"                        | Neil Young (zene & szöveg)                                                                                    |          |
| Hazug igazság (Poetic Justice)                                                  | "Again"                               | Janet Jackson, Jimmy Jam és Terry Lewis (zene & szöveg)                                                       |          |
| A szerelem hullámhosszán (Sleepless in Seattle)                                 | "A Wink and a Smile"                  | Marc Shaiman (zene); Ramsey McLean (szöveg)                                                                   |          |
| 1994 (67.)                                                                      |                                       | |          |
| Az oroszlánkirály (The Lion King)                                               | "Can You Feel the Love Tonight"       | Elton John (zene); Tim Rice (szöveg)                                                                          |          |
| Junior                                                                          | "Look What Love Has Done"             | James Newton Howard, James Ingram, Carole Bayer Sager és Patty Smyth (zene & szöveg)                          |          |
| Az oroszlánkirály (The Lion King)                                               | "Circle of Life"                      | Elton John (zene); Tim Rice (szöveg)                                                                          |          |
| Az oroszlánkirály (The Lion King)                                               | "Hakuna Matata"                       | Elton John (zene); Tim Rice (szöveg)                                                                          |          |
| Lapzárta (The Paper)                                                            | "Make Up Your Mind"                   | Randy Newman (zene & szöveg)                                                                                  |          |
| 1995 (68.)                                                                      |                                       | |          |
| Pocahontas                                                                      | "Colors of the Wind"                  | Alan Menken (zene); Stephen Schwartz (szöveg)                                                                 |          |
| Ments meg, Uram! (Dead Man Walking)                                             | "Dead Man Walkin'"                    | Bruce Springsteen (zene & szöveg)                                                                             |          |
| Don Juan DeMarco                                                                | "Have You Ever Really Loved a Woman?" | Bryan Adams, Michael Kamen, Mutt Lange (zene & szöveg)                                                        |          |
| Sabrina                                                                         | "Moonlight"                           | John Williams (zene); Alan Bergman, Marilyn Bergman (szöveg)                                                  |          |
| Toy Story – Játékháború (Toy Story)                                             | "You've Got a Friend in Me"           | Randy Newman (zene & szöveg)                                                                                  |          |
| 1996 (69.)                                                                      |                                       | |          |
| Evita                                                                           | "You Must Love Me"                    | Andrew Lloyd Webber (zene); Tim Rice (szöveg)                                                                 |          |
| Tükröm, tükröm (The Mirror Has Two Faces)                                       | "I Finally Found Someone"             | Bryan Adams, Marvin Hamlisch, Mutt Lange és Barbra Streisand (zene & szöveg)                                  |          |
| Szép kis nap! (One Fine Day)                                                    | "For the First Time"                  | Jud J. Friedman, James Newton Howard és Allan Dennis Rich (zene & szöveg)                                     |          |
| Nyomul a banda (That Thing You Do!)                                             | "That Thing You Do"                   | Adam Schlesinger (zene & szöveg)                                                                              |          |
| A hírek szerelmesei (Up Close & Personal)                                       | "Because You Loved Me"                | Diane Warren (zene & szöveg)                                                                                  |          |
| 1997 (70.)                                                                      |                                       | |          |
| Titanic                                                                         | "My Heart Will Go On"                 | James Horner (zene); Will Jennings (szöveg)                                                                   |          |
| Anasztázia (Anastasia)                                                          | "Journey to the Past"                 | Stephen Flaherty (zene); Lynn Ahrens (szöveg)                                                                 |          |
| Con Air – A fegyencjárat (Con Air)                                              | "How Do I Live"                       | Diane Warren (zene & szöveg)                                                                                  |          |
| Good Will Hunting                                                               | "Miss Misery"                         | Elliott Smith (zene & szöveg)                                                                                 |          |
| Herkules (Hercules)                                                             | "Go the Distance"                     | Alan Menken (zene); David Zippel (szöveg)                                                                     |          |
| 1998 (71.)                                                                      |                                       | |          |
| Egyiptom hercege (The Prince of Egypt)                                          | "When You Believe"                    | Stephen Schwartz (zene & szöveg)                                                                              |          |
| Armageddon                                                                      | "I Don't Want to Miss a Thing"        | Diane Warren (zene & szöveg)                                                                                  |          |
| Babe: Malac a városban (Babe: Pig in the City)                                  | "That'll Do"                          | Randy Newman (zene & szöveg)                                                                                  |          |
| A suttogó (The Horse Whisperer)                                                 | "A Soft Place to Fall"                | Allison Moorer és Gwil Owen (zene & szöveg)                                                                   |          |
| A bűvös kard – Camelot nyomában (Quest for Camelot)                             | "The Prayer"                          | Davis Foster, Carole Bayer Sager (zene); David Foster, Tony Renis, Carole Bayer Sager, Alberto Testa (szöveg) |          |
| 1999 (72.)                                                                      |                                       | |          |
| Tarzan                                                                          | "You'll Be in My Heart"               | Phil Collins (zene & szöveg)                                                                                  |          |
| Magnólia (Magnolia)                                                             | "Save Me"                             | Aimee Mann (zene & szöveg)                                                                                    |          |
| A szív dallamai (Music of the Heart)                                            | "Music of My Heart"                   | Diane Warren (zene & szöveg)                                                                                  |          |
| South Park – Nagyobb, hosszabb és vágatlan (South Park: Bigger, Longer & Uncut) | "Blame Canada"                        | Trey Parker és Marc Shaiman (zene & szöveg)                                                                   |          |
| Toy Story – Játékháború 2. (Toy Story 2)                                        | "When She Loved Me"                   | Randy Newman (zene & szöveg)                                                                                  |          |

### 2000-es évek
| Év                                                                                   | Film                               | Dal                                                            | Jelöltek |
| ------------------------------------------------------------------------------------ | ---------------------------------- | -------------------------------------------------------------- | -------- |
| 2000 (73.)                                                                           |                                    |                                                                |          |
| Wonder Boys – Pokoli hétvége (Wonder Boys)                                           | "Things Have Changed"              | Bob Dylan (zene & szöveg)                                      |          |
| Tigris és sárkány (Vo hu cang lung)                                                  | "A Love Before Time"               | Jorge Calandrelli és Tan Tun (zene); James Schamus (szöveg)    |          |
| Táncos a sötétben (Dancer in the Dark)                                               | "I've Seen It All"                 | Björk (zene); Sjón és Lars von Trier (szöveg)                  |          |
| Eszeveszett birodalom (The Emperor's New Groove)                                     | "My Funny Friend and Me"           | David Hartley és Sting (zene); Sting (szöveg)                  |          |
| Apádra ütök (Meet the Parents)                                                       | "A Fool in Love"                   | Randy Newman (zene & szöveg)                                   |          |
| 2001 (74.)                                                                           |                                    |                                                                |          |
| Szörny Rt. (Monsters, Inc.)                                                          | "If I Didn't Have You"             | Randy Newman (zene & szöveg)                                   |          |
| Kate és Leopold (Kate & Leopold)                                                     | "Until..."                         | Sting (zene & szöveg)                                          |          |
| A Gyűrűk Ura: A Gyűrű Szövetsége (The Lord of the Rings: The Fellowship of the Ring) | "May It Be"                        | Enya, Nicky Ryan és Roma Ryan (zene & szöveg)                  |          |
| Pearl Harbor – Égi háború (Pearl Harbor)                                             | "There You'll Be"                  | Diane Warren (zene & szöveg)                                   |          |
| Vanília égbolt (Vanilla Sky)                                                         | "Vanilla Sky"                      | Paul McCartney (zene & szöveg)                                 |          |
| 2002 (75.)                                                                           |                                    |                                                                |          |
| 8 mérföld (8 Mile)                                                                   | "Lose Yourself"                    | Jeff Bass, Eminem és Luis Resto (zene); Eminem (szöveg)        |          |
| Chicago                                                                              | "I Move On"                        | John Kander (zene); Fred Ebb (szöveg)                          |          |
| Frida                                                                                | "Burn It Blue"                     | Elliot Goldenthal (zene); Julie Taymor (szöveg)                |          |
| New York bandái (Gangs of New York)                                                  | "The Hands That Built America"     | U2 (zene & szöveg)                                             |          |
| A Thornberry család – A mozifilm (The Wild Thornberrys Movie)                        | "Father and Daughter"              | Paul Simon (zene & szöveg)                                     |          |
| 2003 (76.)                                                                           |                                    |                                                                |          |
| A Gyűrűk Ura: A király visszatér (The Lord of the Rings: The Return of the King)     | "Into the West"                    | Annie Lennox, Howard Shore és Fran Walsh (zene & szöveg)       |          |
| Hideghegy (Cold Mountain)                                                            | "The Scarlet Tide"                 | T-Bone Burnett és Elvis Costello (zene & szöveg)               |          |
| Hideghegy (Cold Mountain)                                                            | "You Will Be My Ain True Love"     | Sting (zene & szöveg)                                          |          |
| Egy húron (A Mighty Wind)                                                            | "A Kiss at the End of the Rainbow" | Michael McKean és Annette O’Toole (zene & szöveg)              |          |
| Belleville randevú - Francia rémes (Les triplettes de Belleville)                    | "Belleville Rendez-vous"           | Benoît Charest (zene); Sylvain Chomet (szöveg)                 |          |
| 2004 (77.)                                                                           |                                    |                                                                |          |
| Che Guevara: A motoros naplója (Diarios de motocicleta)                              | "Al otro lado del río"             | Jorge Drexler (zene & szöveg)                                  |          |
| Kóristák (Les Choristes)                                                             | "Look to Your Path"                | Bruno Coulais (zene); Christophe Barratier (szöveg)            |          |
| Az operaház fantomja (The Phantom of the Opera)                                      | "Learn to Be Lonely"               | Andrew Lloyd Webber (zene); Charles Hart (szöveg)              |          |
| Polar Expressz (The Polar Express)                                                   | "Believe"                          | Glen Ballard és Alan Silvestri (zene & szöveg)                 |          |
| Shrek 2.                                                                             | "Accidentally in Love"             | Counting Crows (zene); Adam Duritz és Dan Vickrey (szöveg)     |          |
| 2005 (78.)                                                                           |                                    |                                                                |          |
| Nyomulj és nyerj! (Hustle & Flow)                                                    | "It's Hard out Here for a Pimp"    | Frayser Boy, Juicy J és DJ Paul (zene & szöveg)                |          |
| Ütközések (Crash)                                                                    | "In the Deep"                      | Michael Becker és Kathleen York (zene); Kathleen York (szöveg) |          |
| Transamerica                                                                         | "Travelin' Thru"                   | Dolly Parton (zene & szöveg)                                   |          |
| 2006 (79.)                                                                           |                                    |                                                                |          |
| Kellemetlen igazság (An Incovenient Truth)                                           | "I Need to Wake Up"                | Melissa Etheridge (zene & szöveg)                              |          |
| Verdák (Cars)                                                                        | "Our Town"                         | Randy Newman (zene & szöveg)                                   |          |
| Dreamgirls                                                                           | "Listen"                           | Scott Cutler és Henry Krieger (zene); Anne Preven (szöveg)     |          |
| Dreamgirls                                                                           | "Love You I Do"                    | Henry Krieger (zene); Siedah Garrett (szöveg)                  |          |
| Dreamgirls                                                                           | "Patience"                         | Henry Krieger (zene); Willie Reale (szöveg)                    |          |
| 2007 (80.)                                                                           |                                    |                                                                |          |
| Egyszer (Once)                                                                       | "Falling Slowly"                   | Glen Hansard és Markéta Irglová (zene & szöveg)                |          |
| A szeretet szimfóniája (August Rush)                                                 | "Raise It Up"                      | Jamal Joseph, Charles Mack és Tevin Thomas (zene & szöveg)     |          |
| Bűbáj (Enchanted)                                                                    | "Happy Working Song"               | Alan Menken (zene); Stephen Schwartz (szöveg)                  |          |
| Bűbáj (Enchanted)                                                                    | "So Close"                         | Alan Menken (zene); Stephen Schwartz (szöveg)                  |          |
| Bűbáj (Enchanted)                                                                    | "That's How You Know"              | Alan Menken (zene); Stephen Schwartz (szöveg)                  |          |
| 2008 (81.)                                                                           |                                    |                                                                |          |
| Gettómilliomos (Slumdog Millionaire)                                                 | "Jai Ho"                           | A. R. Rahman (zene); Gulzar (szöveg)                           |          |
| Gettómilliomos (Slumdog Millionaire)                                                 | "O... Saya"                        | A. R. Rahman és M.I.A. (zene & szöveg)                         |          |
| WALL·E                                                                               | "Down to Earth"                    | Peter Gabriel és Thomas Newman (zene); Peter Gabriel (szöveg)  |          |
| 2009 (82.)                                                                           |                                    |                                                                |          |
| Őrült szív (Crazy Heart)                                                             | "The Weary Kind"                   | Ryan Bingham és T-Bone Burnett (zene & szöveg)                 |          |
| Kilenc (Nine)                                                                        | "Take It All"                      | Maury Yeston (zene & szöveg)                                   |          |
| Külvárosi mulató (Faubourg 36)                                                       | "Loin de Paname"                   | Reinhardt Wagner (zene); Frank Thomas (szöveg)                 |          |
| A hercegnő és a béka (The Princess and the Frog)                                     | "Almost There"                     | Randy Newman (zene & szöveg)                                   |          |
| A hercegnő és a béka (The Princess and the Frog)                                     | "Down in New Orleans"              | Randy Newman (zene & szöveg)                                   |          |

### 2010-es évek
| Év                                                               | Film                                       | Dal                                                                                             | Jelöltek |
| ---------------------------------------------------------------- | ------------------------------------------ | ----------------------------------------------------------------------------------------------- | -------- |
| 2010 (83.)                                                       |                                            |                                                                                                 |          |
| Toy Story 3.                                                     | "We Belong Together"                       | Randy Newman (zene & szöveg)                                                                    |          |
| 127 óra (127 Hours)                                              | "If I Rise"                                | A. R. Rahman (zene); Rollo Armstrong és Dido (szöveg)                                           |          |
| Reflektorfény (Country Strong)                                   | "Coming Home"                              | Tom Douglas, Hillary Lindsey, Troy Verges (zene & szöveg)                                       |          |
| Aranyhaj és a nagy gubanc (Tangled)                              | "I See the Light"                          | Alan Menken (zene); Glenn Slater (szöveg)                                                       |          |
| 2011 (84.)                                                       |                                            |                                                                                                 |          |
| Muppets (The Muppets)                                            | "Man or Muppet"                            | Bret McKenzie (zene & szöveg)                                                                   |          |
| Rio                                                              | "Real in Rio"                              | Carlinhos Brown, Sérgio Mendes (zene); Siedah Garrett (szöveg)                                  |          |
| 2012 (85.)                                                       |                                            |                                                                                                 |          |
| Skyfall                                                          | "Skyfall"                                  | Adele és Paul Epworth (zene & szöveg)                                                           |          |
| Chasing Ice                                                      | "Before My Time"                           | J. Ralph (zene & szöveg)                                                                        |          |
| A nyomorultak (Les Misérables)                                   | "Suddenly"                                 | Claude-Michel Schönberg (zene); Alain Boublil, Herbert Kretzmer (szöveg)                        |          |
| Pi élete (Life of Pi)                                            | "Pi's Lullaby"                             | Mychael Danna (zene); Bombay Jayashri (szöveg)                                                  |          |
| Ted                                                              | "Everybody Needs a Best Friend"            | Walter Murphy (zene); Seth MacFarlane (szöveg)                                                  |          |
| 2013 (86.)                                                       |                                            |                                                                                                 |          |
| Jégvarázs (Frozen)                                               | "Let It Go"                                | Kristen Anderson-Lopez és Robert Lopez (zene & szöveg)                                          |          |
| Gru 2. (Despicable Me 2)                                         | "Happy"                                    | Pharrell Williams (zene & szöveg)                                                               |          |
| A nő (Her)                                                       | "The Moon Song"                            | Karen O (zene); Spike Jonze, Karen O (szöveg)                                                   |          |
| Mandela: Hosszú út a szabadságig (Mandela: Long Walk to Freedom) | "Ordinary Love"                            | U2 (zene); Bono (szöveg)                                                                        |          |
| 2014 (87.)                                                       |                                            |                                                                                                 |          |
| Selma                                                            | "Glory"                                    | Common és John Legend (zene & szöveg)                                                           |          |
| Szerelemre hangszerelve (Begin Again)                            | "Lost Stars"                               | Gregg Alexander és Danielle Brisebois (zene & szöveg)                                           |          |
| Túl a fényeken (Beyond the Lights)                               | "Grateful"                                 | Diane Warren (zene & szöveg)                                                                    |          |
| Glen Campbell: I'll Be Me                                        | "I'm Not Gonna Miss You"                   | Glen Campbell és Julian Raymond (zene & szöveg)                                                 |          |
| A Lego-kaland (The Lego Movie)                                   | "Everything Is Awesome"                    | Shawn Patterson (zene & szöveg)                                                                 |          |
| 2015 (88.)                                                       |                                            |                                                                                                 |          |
| Spectre – A Fantom visszatér (Spectre)                           | "Writing's on the Wall"                    | Jimmy Napes és Sam Smith (zene & szöveg)                                                        |          |
| A szürke ötven árnyalata (Fifty Shades of Grey)                  | "Earned It"                                | Belly, DeHeala, Stephan Moccio, The Weeknd (zene & szöveg)                                      |          |
| The Hunting Ground                                               | "Til It Happens to You"                    | Lady Gaga és Diane Warren (zene & szöveg)                                                       |          |
| Racing Extinction - A kihalás kora (Racing Extinction)           | "Manta Ray"                                | J. Ralph (zene); Anohni (szöveg)                                                                |          |
| Ifjúság (Youth)                                                  | "Simple Song Number 3"                     | David Lang (zene & szöveg)                                                                      |          |
| 2016 (89.)                                                       |                                            |                                                                                                 |          |
| Kaliforniai álom (La La Land)                                    | "City of Stars"                            | Justin Hurwitz (zene); Benj Pasek, Justin Paul (szöveg)                                         |          |
| Jim: The James Foley Story                                       | "The Empty Chair"                          | J. Ralph és Sting (zene & szöveg)                                                               |          |
| Kaliforniai álom (La La Land)                                    | "Audition (The Fools Who Dream)"           | Justin Hurwitz (zene); Benj Pasek, Justin Paul (szöveg)                                         |          |
| Vaiana (Moana)                                                   | "How Far I'll Go"                          | Lin-Manuel Miranda (zene & szöveg)                                                              |          |
| Trollok (Trolls)                                                 | "Can't Stop the Feeling!"                  | Max Martin, Shellback, Justin Timberlake (zene & szöveg)                                        |          |
| 2017 (90.)                                                       |                                            |                                                                                                 |          |
| Coco                                                             | "Remember Me"                              | Kristen Anderson-Lopez és Robert Lopez (zene & szöveg)                                          |          |
| Szólíts a neveden (Call Me by Your Name)                         | "Mystery of Love"                          | Sufjan Stevens (zene & szöveg)                                                                  |          |
| A legnagyobb showman (The Greatest Showman)                      | "This Is Me"                               | Benj Pasek, Justin Paul (zene & szöveg)                                                         |          |
| Marshall – Állj ki az igazságért! (Marshall)                     | "Stand Up for Something"                   | Diane Warren (zene); Common és Diane Warren (szöveg)                                            |          |
| Mudbound                                                         | "Mighty River"                             | Mary J. Blige, Raphael Saadiq, Taura Stinson (zene & szöveg)                                    |          |
| 2018 (91.)                                                       |                                            |                                                                                                 |          |
| Csillag születik (A Star Is Born)                                | "Shallow"                                  | Lady Gaga, Mark Ronson, Anthony Rossomando, Andrew Wyatt (zene & szöveg)                        |          |
| Buster Scruggs balladája (The Ballad of Buster Scruggs)          | "When a Cowboy Trades His Spurs for Wings" | David Rawlings, Gillian Welch (zene & szöveg)                                                   |          |
| Fekete Párduc (Black Panther)                                    | "All the Stars"                            | Kendrick Lamar, Sounwave, Anthony Tiffith (zene); Kendrick Lamar, SZA, Anthony Tiffith (szöveg) |          |
| Mary Poppins visszatér (Mary Poppins Returns)                    | "The Place Where Lost Things Go"           | Marc Shaiman (zene); Marc Shaiman, Scott Wittman (szöveg)                                       |          |
| RBG                                                              | "I'll Fight"                               | Diane Warren (zene & szöveg)                                                                    |          |
| 2019 (92.)                                                       |                                            |                                                                                                 |          |
| Rocketman                                                        | "(I'm Gonna) Love Me Again"                | Elton John (zene); Bernie Taupin (szöveg)                                                       |          |
| Áttörés (Breakthrough)                                           | "I'm Standing with You"                    | Diane Warren (zene & szöveg)                                                                    |          |
| Jégvarázs 2. (Frozen II)                                         | "Into the Unknown"                         | Kristen Anderson-Lopez és Robert Lopez (zene & szöveg)                                          |          |
| Harriet                                                          | "Stand Up"                                 | Joshuah Brian Campbell és Cynthia Erivo (zene & szöveg)                                         |          |
| Toy Story 4.                                                     | "I Can't Let You Throw Yourself Away"      | Randy Newman (zene & szöveg)                                                                    |          |

### 2020-as évek
| Év                                                               | Film                                                                                             | Dal                                                                                | Jelöltek                                                       |
| ---------------------------------------------------------------- | ------------------------------------------------------------------------------------------------ | ---------------------------------------------------------------------------------- | -------------------------------------------------------------- |
| 2020 (93.)                                                       | Júdás és a Fekete Messiás (Judas and the Black Messiah)                                          | "Fight for You"                                                                    | D'Mile, H.E.R. (zene); H.E.R. és Tiara Thomas (szöveg)         |
| 2020 (93.)                                                       | Eurovíziós Dalfesztivál: A Fire Saga története (Eurovision Song Contest: The Story of Fire Saga) | "Husavik"                                                                          | Rickard Göransson, Fat Max Gsus, Savan Kotecha (zene & szöveg) |
| 2020 (93.)                                                       | Előttem az élet (La vita davanti a sé)                                                           | "Io sì (Seen)"                                                                     | Diane Warren (zene); Laura Pausini, Diane Warren (szöveg)      |
| 2020 (93.)                                                       | Egy éj Miamiban... (One Night in Miami...)                                                       | "Speak Now"                                                                        | Sam Ashworth és Leslie Odom Jr. (zene & szöveg)                |
| 2020 (93.)                                                       | A chicagói 7-ek tárgyalása (The Trial of the Chicago 7)                                          | "Hear My Voice"                                                                    | Daniel Pemberton (zene); Celeste, Daniel Pemberton (szöveg)    |
| 2021 (94.)                                                       |                                                                                                  |                                                                                    |                                                                |
| Nincs idő meghalni (No Time to Die)                              | „No Time to Die”                                                                                 | Billie Eilish és Finneas O’Connell (zene & szöveg)                                 |                                                                |
| Richard király (King Richard)                                    | „Be Alive”                                                                                       | Beyoncé és DIXSON (zene & szöveg)                                                  |                                                                |
| Encanto (Encanto)                                                | „Dos Oruguitas”                                                                                  | Lin-Manuel Miranda (zene & szöveg)                                                 |                                                                |
| Belfast (Belfast)                                                | „Down to Joy”                                                                                    | Van Morrison (zene & szöveg)                                                       |                                                                |
| (Four Good Days)                                                 | „Somehow You Do”                                                                                 | Diane Warren (zene & szöveg)                                                       |                                                                |
| 2022 (95.)                                                       |                                                                                                  |                                                                                    |                                                                |
| RRR (RRR)                                                        | „Naatu Naatu”                                                                                    | M. M. Keeravani (zene) és Chandrabose (szöveg)                                     |                                                                |
| Fekete Párduc 2. (Black Panther: Wakanda Forever)                | „Life Me Up”                                                                                     | Ryan Coogler, Ludwig Göransson, Rihanna, Tems (zene) Ryan Coogler, Tems (szöveg)   |                                                                |
| Minden, mindenhol, mindenkor (Everything Everywhere All at Once) | „This is a Life”                                                                                 | David Byrne, Ryan Lott, Mitski (zene) David Byrne, Ryan Lott (szöveg)              |                                                                |
| (Tell It Like a Woman)                                           | „Applause”                                                                                       | Diane Warren (zene & szöveg)                                                       |                                                                |
| Top Gun: Maverick (Top Gun: Maverick)                            | „Hold My Hand”                                                                                   | BloodPop, Lady Gaga (zene & szöveg)                                                |                                                                |
| 2023 (96.)                                                       |                                                                                                  |                                                                                    |                                                                |
| Barbie (Barbie)                                                  | „What Was I Made For?”                                                                           | Billie Eilish & Finneas O’Connell (zene & szöveg)                                  |                                                                |
| (American Symphony)                                              | „It Never Went Away”                                                                             | Jon Batiste, Dan Wilson (zene & szöveg)                                            |                                                                |
| Barbie (Barbie)                                                  | „I'm Just Ken”                                                                                   | Mark Ronson & Andrew Wyatt (zene & szöveg)                                         |                                                                |
| Flamin' Hot: Egy pikáns sikertörténet (Flamin' Hot)              | „The Fire Inside”                                                                                | Diane Warren (zene & szöveg)                                                       |                                                                |
| Megfojtott virágok (Killers of the Flower Moon)                  | „Wahzhazhe (A Song for My People)”                                                               | Scott George (zene & szöveg)                                                       |                                                                |
| 2024 (97.)                                                       |                                                                                                  |                                                                                    |                                                                |
| Emilia Pérez (Emilia Pérez)                                      | „El Mal”                                                                                         | Clément Ducol és Camille (zene) Clément Ducol, Camille és Jacques Audiard (szöveg) |                                                                |
| Sing Sing (Sing Sing)                                            | „Like a Bird”                                                                                    | Abraham Alexander és Adrian Quesada (zene & szöveg)                                |                                                                |
| Emilia Pérez                                                     | „Mi Camino”                                                                                      | Camille és Clément Ducol (zene & szöveg)                                           |                                                                |
| Elton John: Never Too Late                                       | „Never Too Late”                                                                                 | Elton John, Brandi Carlile, Andrew Watt és Bernie Taupin (zene & szöveg)           |                                                                |
| A 6888. zászlóalj (The Six Triple Eight)                         | „The Journey”                                                                                    | Diane Warren (zene & szöveg)                                                       |                                                                |